# اوساک
اوساک (به فرانسوی: Aussac) یک کمون در فرانسه است که در canton of Cadalen واقع شده‌است. اوساک ۶٫۰۶ کیلومتر مربع مساحت دارد ۲۰۰ متر بالاتر از سطح دریا واقع شده‌است.